# Tone-gawa
Le fleuve Tone (利根川, Tone-gawa), surnommé Bando Taro (坂東太郎, Bandō Tarō), est un fleuve du Japon prenant sa source dans les Alpes japonaises sur l'île de Honshū, traversant la plaine de Kantō en direction de l'est et se jetant dans l'océan Pacifique au nord du cap Inubō.

## Géographie

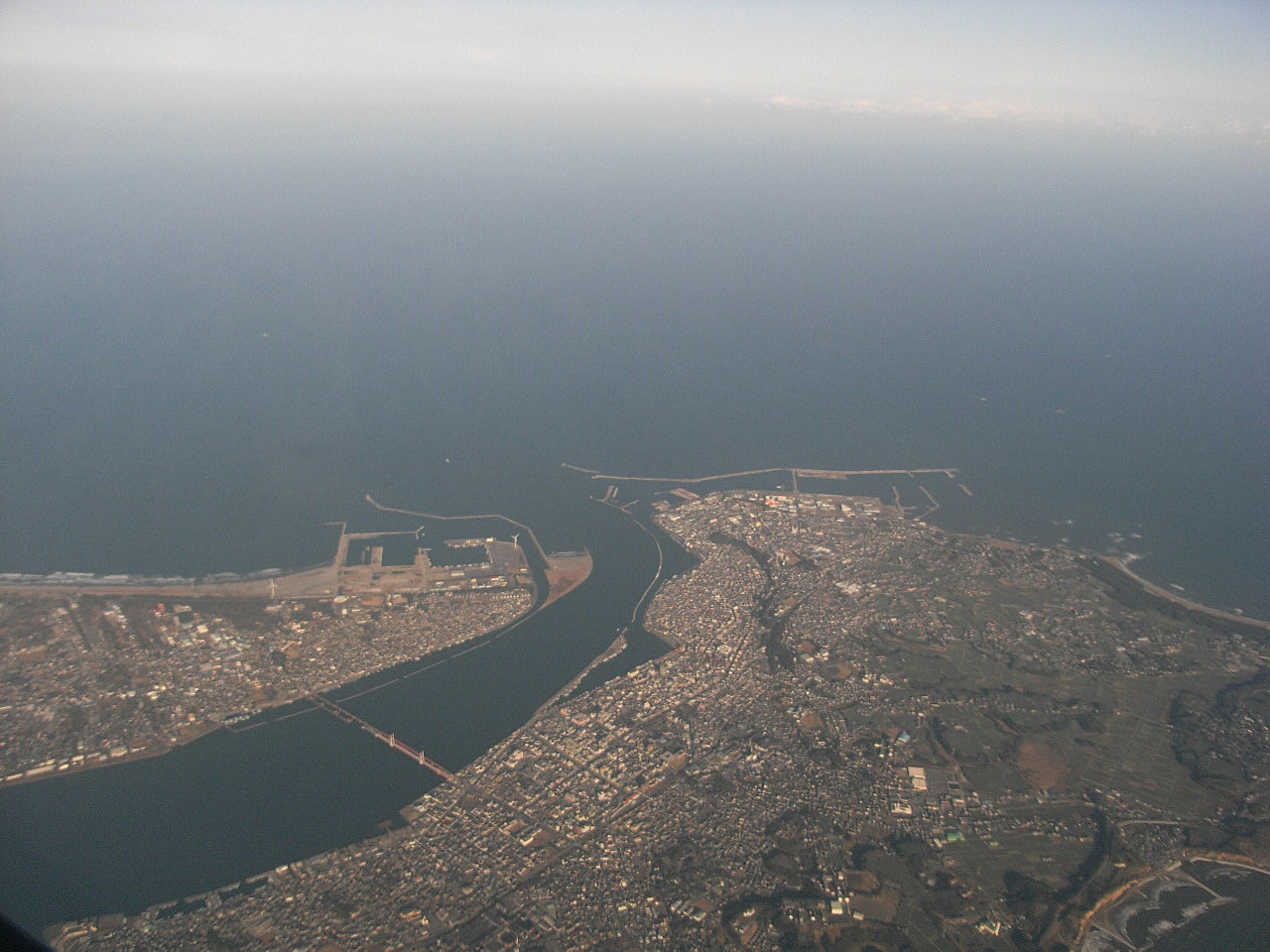
L'embouchure du fleuve Tone au nord du cap Inubō (à droite).

Le fleuve Tone, long de 322 km, prend sa source dans le centre de l'île de Honshū, dans les Alpes japonaises, au mont Ōminakami, à 1 831 m d'altitude. Il suit un cours orienté vers l'est-sud-est dans un bassin versant de 16 840 km2, traverse la plaine de Kantō au nord de l'agglomération de Tokyo et se jette dans l'océan Pacifique.
Le fleuve Edo qui se dirige vers le sud en direction de Tokyo naît d'une diffluence du fleuve Tone.

## Histoire
Avant l'époque d'Edo (1603–1868), le cours inférieur du fleuve Tone est orienté vers le sud et l'embouchure du fleuve se trouve en baie d'Edo au niveau de l'actuel port de Tokyo.
Au début de l'époque d'Edo, le shogun Tokugawa Ieyasu charge Ina Tadatsugu, qu'il a promu gouverneur du Kantō, de diriger les travaux d'aménagement du cours moyen du fleuve Tone. Le projet, conçu à l'origine pour améliorer la sécurité du château d'Edo, vise à protéger Edo et ses environs des inondations, à récupérer des terres cultivables et à favoriser le transport fluvial de voyageurs et de marchandises en provenance notamment du nord-est via les cours d'eau du bassin du fleuve Kitakami,.
Les travaux, débutés en fait en 1594, s'étalent sur une période de 60 ans et, réalisés en plusieurs étapes, aboutissent au détournement du cours du fleuve Tone vers l'est. Les branches du fleuve qui forment son cours inférieur vers la baie d'Edo sont fermées et, par le creusement de plusieurs canaux, le fleuve est connecté au fleuve Hitachi dont le bassin est situé au nord de la péninsule de Bōsō et l'embouchure au nord du cap Inubō. À la fin des travaux, en 1654, les rivières Watarase, Kinu et Kokai constituent des affluents du fleuve Tone.
En 1783, l'éruption du mont Asama fait augmenter par endroits l'élevation du lit du fleuve par accumulation de cendres et, par conséquent, le risque d'inondation. Afin de diminuer ce dernier, de nouveaux travaux d'aménagement du fleuve sont entrepris. Ceux-ci sont poursuivis pendant les ères Meiji (1868-1912) et Taishō (1912-1926) à la suite de nouvelles vagues d'inondations provoquées par des typhons .

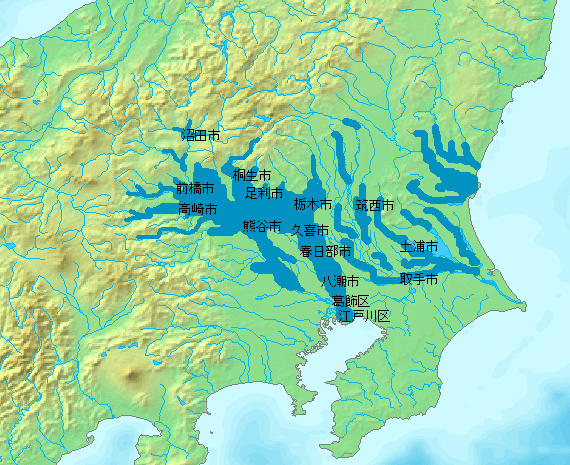
Zones inondées de la plaine de Kantō après le passage du typhon Kathleen.

Le 16 septembre 1947, le passage du typhon Kathleen sur la péninsule de Bōsō entraîne des pluies torrentielles qui font sortir le fleuve Tone de son lit. Dans la région de Kantō, les préfectures de Saitama, de Gunma et de Tochigi sont en partie sinistrées. Fin septembre, 1 100 personnes sont mortes ou portées disparues, 2 420 blessés sont recensés et plus de 300 000 maisons sont inondées.

## Écosystème

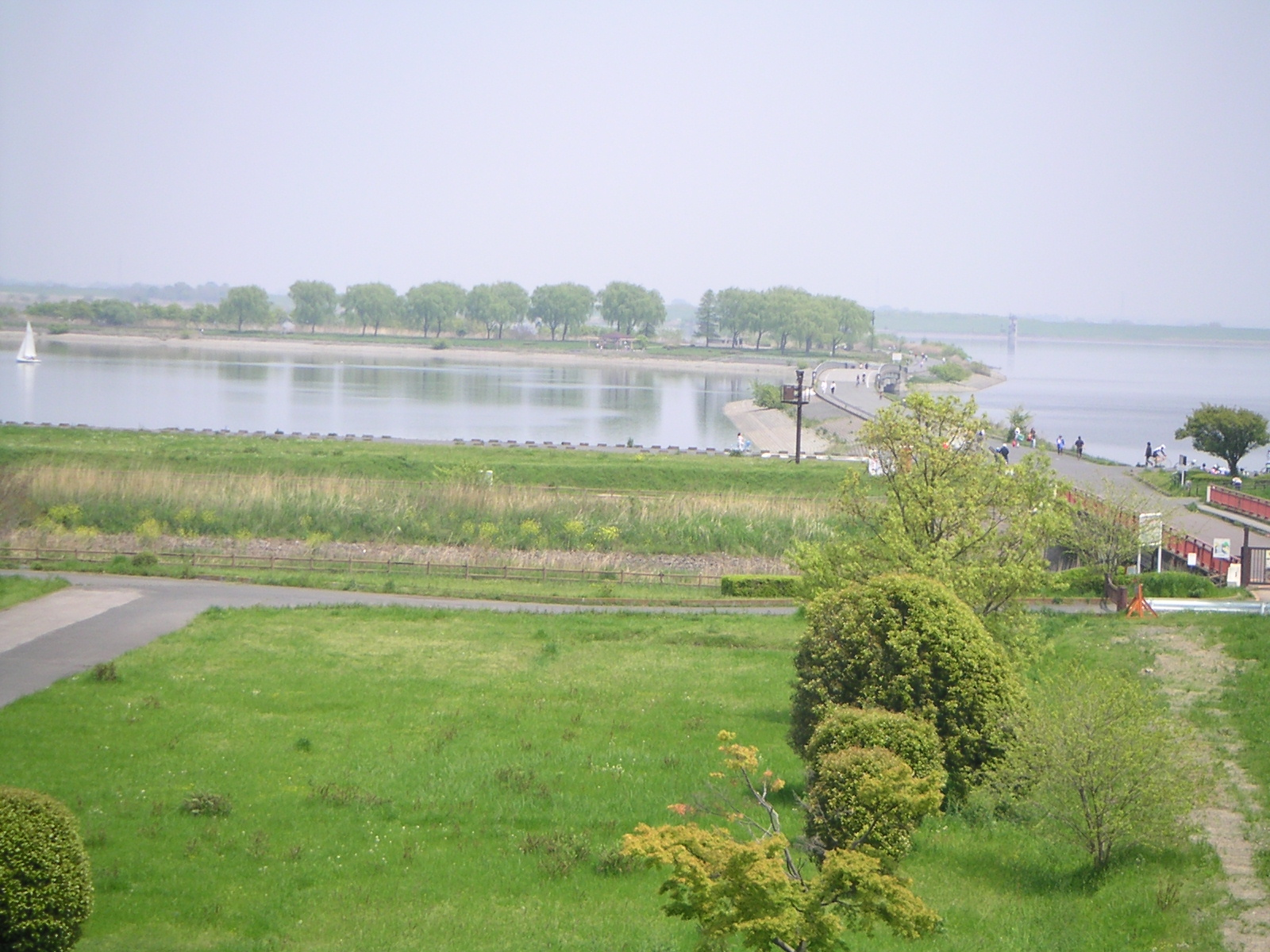
Étang artificiel du bassin de la Watarase-gawa.

Tout au long de son cours, le fleuve Tone présente divers paysages typiques des plaines de basse altitude. Le bassin de drainage de son affluent la rivière Watarase, dans le nord-est de la préfecture de Saitama, par exemple, constitue une vaste zone humide comprenant une roselière et des étangs artificiels de rétentions d'eau. Celle-ci héberge plus de 700 espèces de plantes dont des espèces rares de fougères et de campanules, 150 espèces d'oiseaux dont le rossignol des rivières, la cisticole des joncs et le busard d'Orient.
Dans la région du bourg de Kawachi, s'étendent des pâtures à vaches. Et la zone de plaine, où la rivière Kokai rejoint le fleuve Tone, est un lieu réputé d'observation ornithologique.
D'autre part, les eaux du fleuve sont peuplées de carpes argentées importées de la Chine voisine à l'ère Meiji. Chaque année, de juin à juillet, la carpe argentée peut être aperçue sautant hors de l'eau à Kurihashi dans le nord de la ville de Kuki lorsqu'elle remonte le cours du fleuve des environs du lac Kasumigaura pour aller pondre plus en amont.

## Dans la culture
Le fleuve Tone a été immortalisé au milieu du XIXe siècle par le peintre Utagawa Hiroshige dans sa série d'estampes Cent vues d'Edo.
Un astéroïde découvert en 1927 par l'astronome japonais Okuro Oikawa a été nommé Tone.